# هنري بي. ميتكالف (سياسي)
هنري بي. ميتكالف هو قاضي ومحامي وسياسي أمريكي، ولد في 20 يناير 1805 في ألباني في الولايات المتحدة، وتوفي في 7 فبراير 1881. نشط حزبياً في الحزب الديمقراطي. وقد انتخب عضو مجلس النواب الأمريكي ‏.